# Cosmicismo

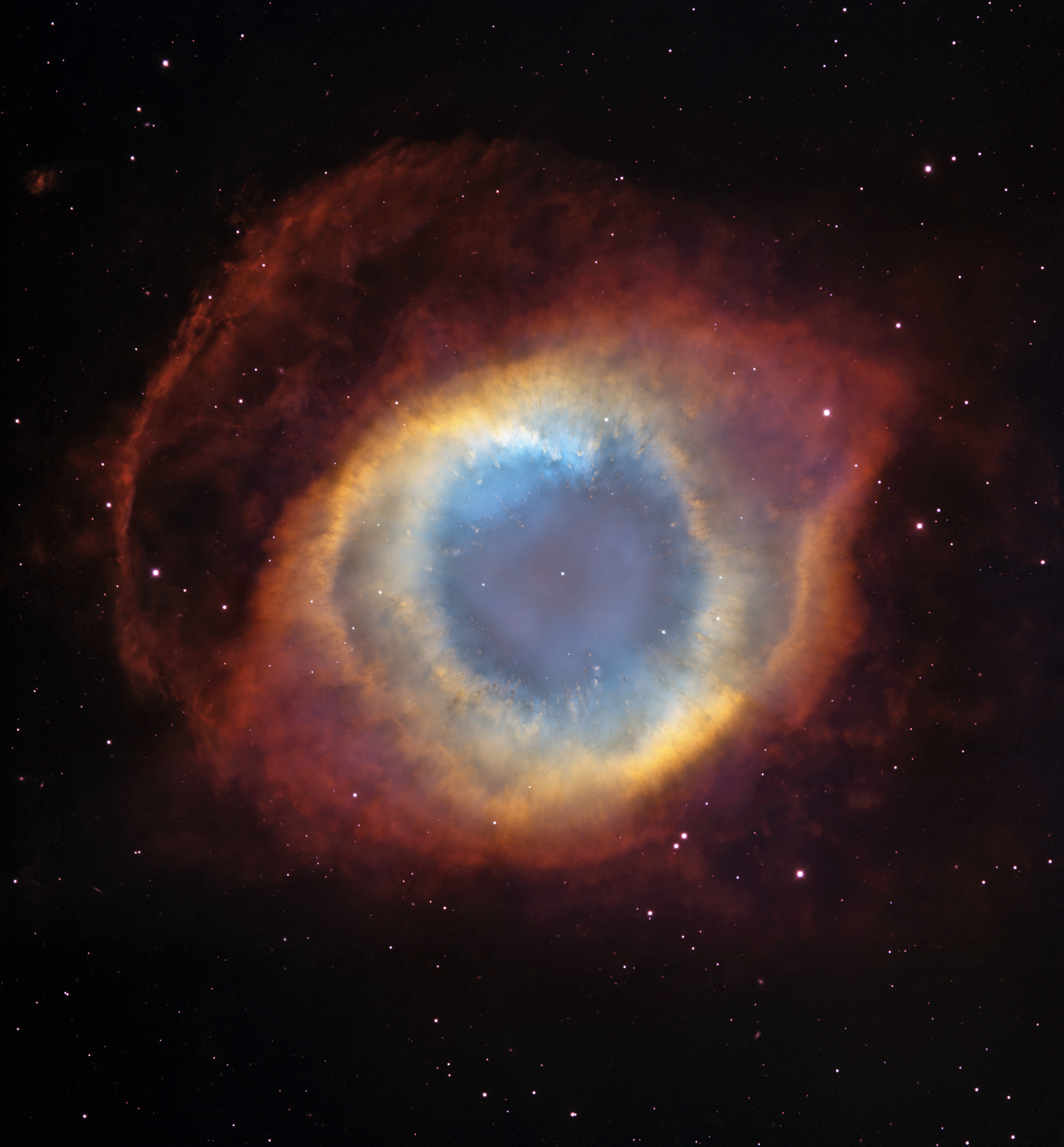
Immagine della Nebulosa Elica

Il cosmicismo è una filosofia letteraria concepita e sviluppata dallo scrittore Howard Phillips Lovecraft nei suoi racconti fantastici e horror.

## Principi del cosmicismo
Secondo Lovecraft gli esseri umani sono una presenza assolutamente insignificante nello schema generale dell'universo, una piccola specie che si illude con arroganza di avere un ruolo cruciale ma che può essere spazzata via in qualsiasi momento da forze delle quali ignora perfino la presenza.
Il cosmicismo presenta analogie con il nichilismo; tuttavia, un'importante differenza è che la concezione di Lovecraft tende ad enfatizzare l'"insignificanza" piuttosto che la "mancanza di significato".
Il cosmicismo fu una conseguenza del profondo ateismo di Lovecraft e della sua opinione che gli esseri umani fossero sostanzialmente in balia dell'immensità di un universo in cui "l'umanità non è che un insignificante puntino, destinato ad arrivare e a scomparire, senza che la sua apparizione sia notata o che la sua dipartita sia rimpianta". 
Questa visione, nonostante possa apparire profondamente pessimista venne spiegata da Lovecraft come indipendente da ottimismo e pessimismo e in realtà fortemente indifferente coniando il termine di "indifferenza cosmica".